# 불경
불경(佛經, 영어: Buddhist texts)은 석가모니와 그 제자들의 가르침을 모아놓은, 불교의 경전이다.
인도, 중국, 티베트, 한국을 거치면서 같은 경전이 여러 가지 이름으로 불리기도 한다. 불교의 경전은 1차 결집은 석가모니의 말을 제자들이 다시 암송하는 것이었다. 즉 현재처럼 책으로 만들어진 것이 아니라, 같이 암송하여 석가모니의 말임을 확인하는 것이 결집이었다. 그 후 3차 결집에서는 패엽에 기록하였고 이후 경, 논, 율의 3장 삼장으로 분류하여 각국에서 대장경을 결집하였다.
현재 일본의 신수대장경이 가장 체계적인 정리이므로 불교 연구에서 대장경의 표준이다. 대한민국 해인사의 팔만대장경도 2004년 현재 전산화가 완료되었다.
불교 경전은 상좌부 불교 계통인 아함경 등 상좌부 경전 / 대승불교의 대승경전 / 티베트 불교, 즉 밀교의 금강승 계통의 경전으로 나눌 수 있다. 밀교는 일반적으로 대승에 속한다.

## 주요 불경

### 대승삼부경(大乘三部經)
- 화엄경
- 금강경
- 법화경

### 오부대승경(五部大乘經)
천태종에서 중시하는 다섯 경전이다.
- 화엄경
- 대집경
- 대반야경
- 법화경
- 열반경

### 법화삼부경(法華三部經)
- 법화경
- 무량의경(無量義經)
- 관보현경(觀普賢經)

### 미륵삼부경(彌勒三部經)
- 관미륵보살상생도솔천경
- 관미륵보살하생도솔천경
- 미륵대성불경

### 미륵육부경(彌勒六部經)
- 미륵하생경(彌勒下生經)
- 미륵내시경(彌勒來時經)
- 미륵하생성불경(彌勒下生成佛經)
- 미륵대성불경(彌勒大成佛經)
- 미륵상생경(彌勒上生經)
- 미륵상생성불경(彌勒上生成佛經)

### 정토삼부경(淨土三部經)
- 무량수경(無量壽經)
- 관무량수경(觀無量壽經)
- 아미타경(阿彌陀經)

### 지장삼부경(地藏三部經)
- 지장십륜경(地藏十輪經)
- 지장본원경(地藏本願經)
- 점찰선악업보경(占察善惡業報經)

### 대일여래삼부경(大日如來三部經)
- 대일경(大日經)
- 금강정경(金剛頂經)
- 소실지경(蘇悉地經)

### 진호국가삼부경(鎭護國家三部經)
나라를 지키는 세 경전.
- 법화경
- 인왕반야경
- 금광명경

### 기타 주요 불경
- 법구경
- 유마경
- 능엄경
- 원각경

## 같이 보기
- 팔리 논장
- 논장
- 아함경
- 대장경
- 법구경
- 대승 경전
- 팔리어 대장경
- 팔리성전협회
- 산스크리트어 불경
- 경장
- 다이쇼 신수 대장경
- 티베트 대장경
- 율장
- 삼승